# Rusovîci, Ivanîci
Rusovîci (în ucraineană Русовичі) este un sat în comuna Morozovîci din raionul Ivanîci, regiunea Volînia, Ucraina.

## Demografie
Componența lingvistică a localității Rusovîci
     Ucraineană (100%)
Conform recensământului din 2001, toată populația localității Rusovîci era vorbitoare de ucraineană (100%).